# Acalypha chibomboa
Acalypha chibomboa är en törelväxtart som beskrevs av Henri Ernest Baillon. Acalypha chibomboa ingår i släktet akalyfor, och familjen törelväxter. Inga underarter finns listade i Catalogue of Life.